# Helmut Kellershohn
Helmut Kellershohn (* 1949) ist ein deutscher Historiker und Rechtsextremismusforscher. Er ist ein Gründungs- und Vorstandsmitglied des Duisburger Instituts für Sprach- und Sozialforschung (DISS).

## Leben
Helmut Kellershohn studierte Geschichte und Katholische Theologie an der Rheinischen Friedrich-Wilhelms-Universität Bonn. Nach eigenen Angaben war er als Student in der 68er-Bewegung aktiv. Seit 1976 war er mit diesen Fächern im Schuldienst tätig, ab 1978 als Lehrer, zuletzt Oberstudienrat, am Gymnasium in den Filder Benden. Er ging 2011 in den Vorruhestand.
1987 gehörte er zu den Mitbegründern des unabhängigen Forschungsinstitutes Duisburger Institut für Sprach- und Sozialforschung (DISS). Kellershohn arbeitet zu den Themen Rechtsextremismus, Konservatismus und Völkischer Nationalismus. Er ist Autor und Herausgeber zahlreicher Werke, seine Beiträge erschienen u. a. im hauseigenen DISS-Journal und auf dem Blog DISSkursiv, in antifaschistischen Blättern wie Antifaschistische Nachrichten und Der Rechte Rand, in politischen Zeitschriften wie konkret (gemeinsam mit Anton Maegerle) und im Rundbrief der „AG Rechtsextremismus/Antifaschismus“ beim Parteivorstand der PDS, im Wissenschaftsmagazin Forum Wissenschaft, in den überregionalen Tageszeitungen junge Welt und die Tageszeitung sowie im Jahrbuch des Archivs der deutschen Jugendbewegung und in der Zeitschrift für Geschichtswissenschaft.
Vorträge und Workshops nahm er in den letzten Jahren im Auftrag diverser Bildungs- und Forschungseinrichtungen wie der Rosa-Luxemburg-Stiftung Rheinland-Pfalz (Thema: Medialer Rechtspopulismus als Reproduktion rassistischer Ressentiments) und dem Forschungsschwerpunkt Rechtsextremismus/Neonazismus der FH Düsseldorf (Thema: Alternative für Deutschland / Jungkonservatismus) wahr. Außerdem war er durch die SPD-Fraktion als Experte zu einer Anhörung im Landtag von Baden-Württemberg (Thema: Junge Freiheit / Völkischer Nationalismus) geladen.
Kellershohn wurde wiederholt in überregionalen Medien wie Deutschlandradio Kultur, dem Westdeutschen Rundfunk und dem Handelsblatt als Rechtsextremismusexperte zitiert. So kommentierte er etwa 2015 die Anschläge auf Asylbewerberheime mit: „Das Klima, das Pegida, Legida und AfD im vergangenen Jahr geschaffen haben, nutzen extreme Rechte ganz bewusst aus.“ Es entstehe eine „brandgefährliche Mischung“.
Kellershohn ist Mitglied im Arbeitskreis Vergleichende Diktatur- und Extremismusforschung in der Deutschen Vereinigung für Politische Wissenschaft (DVPW).

## Werk
Kellershohn hält die sogenannte Neue Rechte für eine „breite Strömung im Übergangsfeld zwischen Rechtsextremismus und Rechtskonservatismus“. Zentral in Kellershohns Forschung sind seine vielbeachteten Studien zum Völkischen Nationalismus der Neuen Rechten, den er als „Synthese von Nationalismus und Rassismus“ begreift. Zu dessen „Kernideologemen“ zählt er folgende sieben Punkte:
- „die Gleichsetzung von Volk und Nation, also die Idee einer nach völkisch rassistischen Kriterien ‚homogenisierten Nation‘“,
- „die Rechtfertigung eines ‚starken‘ Staates“,
- „die Überhöhung des Volkes zu einem Kollektiv-Subjekt“ (siehe Volksgemeinschaft),
- „die Heroisierung des Volksgenossen, des ‚anständigen Deutschen‘“,
- „umgekehrt die völkisch/rassistische Konstruktion eines inneren Feindes“ (siehe Sündenbockfunktion, Fremdenfeindlichkeit),
- „ein biopolitisches Verständnis des ‚Volkskörpers‘“ (siehe Sexismus),
- und „ein chauvinistisches Machtstaatsdenken“.

Wichtigstes Untersuchungsobjekt Kellersohns ist die extrem rechte (Wochen-)Zeitung Junge Freiheit (JF). Er weist immer wieder u. a. in einem anerkannten Sammelband zur JF auf die Rückgriffe des Organs auf die „Konservative Revolution“ der Weimarer Republik und damit ihre antidemokratische Schlagseite hin. Insbesondere gehe es um die jungkonservative Richtung. Das Milieu versuche mehr inhaltlich Begriffe neu zu besetzen, als sich anzupassen. Bereits der Sammelband Das Plagiat: Der völkische Nationalismus der jungen Freiheit (1994) war sehr detailreich. So brachte er das redaktionelle Umfeld der JF mit der Deutschen Gildenschaft (DG) in Verbindung. Der DG attestiert er eine „Mischung aus völkischer Gesinnung, soldatischer Haltung und jugendbewegtem Bekenntnisdrang“. Überdies verorte er sie in einer „Grauzone zwischen dem deutschnationalen Flügel der Unionsparteien, den Vertriebenenparteien (50er/60er Jahre), der NPD (60er/70er Jahre), den Ansätzen zu einer ‚Vierten Partei‘ in den 70er Jahren und den rechtskonservativen bis rechtsextremen Parteigründungen in jüngster Zeit.“ Das DISS-Gemeinschaftswerk Nation statt Demokratie: Sein und Design der "Jungen Freiheit" (2003; 2. Auflage 2004) gilt in Fachkreisen als Standardwerk.
Darüber hinaus arbeitete er drei Optionen des Rechtsextremismus heraus:
- „terroristisch“ (siehe militanter Neonazismus),
- „metapolitisch“ (siehe Netzwerke der Neuen Rechte),
- und „populistisch“ über den Gang in die Parlamente.

So befasste er sich bereits ab den 1980er Jahren in eigenen Publikationen mit der JF verwobenen Rechtspartei Die Republikaner. Darüber hinaus unterstützte er, im Zuge einer Klage die ordnungsgemäße Überwachung der Partei durch den Verfassungsschutz Niedersachsen betreffend, ein sprachwissenschaftliches Gutachten zu deren Sprache und Theorie, angefertigt durch die Sprachwissenschaftler Sonja Bredehöft und Franz Januschek. Darin argumentierten die Autoren, dass die Sprache der Partei ein „aggressiv-feindliches Verhalten“ aufweise und gegen die Freiheitliche demokratische Grundordnung (FdGO) gerichtet sei.
Jüngst verwies er auf Anknüpfungspunkte der Neuen Rechten bei der Partei Alternative für Deutschland (AfD).

## Besprechungen seiner Veröffentlichungen
In einem Literaturbericht zum Rechtsextremismus, erschienen im Jahrbuch Extremismus & Demokratie von 1990, resümierte Eckhard Jesse, dass Kellershohn den Republikanern in seinem Werk Der völkische Nationalismus der Republikaner. Ideologie und Programmatik (1989) ein „völkisch-nationalistisches Weltbild“ nachweisen wollte. Ein wichtiger Bezugspunkt sei der „autoritäre Staat“. Kellershohn habe dafür etliche „Indizien“ zusammengetragen.
Kellershohns Sammelband Das Plagiat. Der völkische Nationalismus der jungen Freiheit (1994) wurde u. a. in der Soziologischen Revue (Irmgard Pinn) und in der Zeit (Brigitta Huhnke) rezensiert. Nach Meinung von Pinn untersuchten die Autoren um das Duisburger Institut für Sprach- und Sozialforschung die Junge Freiheit kritisch. Sie seien „eingestiegen in den rechtsextremen Sumpf, um dort die intellektuelle Szene wissenschaftlich auszuleuchten, die organisatorischen Vernetzungen sowie die Rezensions- und Zitierkartelle aufzuspüren“, so Huhnke. „Unvollständig beschrieben“ worden sei lediglich das Themenfeld Antifeminismus.
Sein 2013 erschienener Band Die ‘Deutsche Stimme’ der ‘Jungen Freiheit’ führt Beiträge zusammen, die über mehrere Jahre am DISS entstanden sind. Erstmals werden damit die Zentralorgane der Neuen und Extremen Rechten vergleichend untersucht. Der Politikwissenschaftler Dirk Burmester befand in seiner Rezension für das Portal für Politikwissenschaft: „Der Band führt tief in die Ideologiewelten des deutschen Rechtsextremismus ein. Es wird deutlich, wo und warum sich Neonazis von Neuen Rechten unterscheiden, aus welchen geistigen Traditionen heraus sie argumentieren und welche Strategien sie wählen. Da gerade Letztere mitunter schwer zu enttarnen sind, ist das Buch ein wichtiger Beitrag zur Sensibilisierung und politischen Bildung.“
Über den Sammelband Kapitalismus und / oder Demokratie? Beiträge zur Kritik "marktkonformer" Demokratieverhältnisse (2014) hieß es auf dem  Portal für Politikwissenschaft durch den Rezensenten Clemens Reichhold: „Fern einer moralisierenden Kapitalismuskritik bietet der Band eine analytisch differenzierte Perspektive auf die sozialen und politischen Formen kapitalistisch‑krisenhafter Vergesellschaftung. Analysiert werden dabei Diskurse, Räume und Strukturen, in denen um die Hegemonie gerungen wird.“

## Schriften (Auswahl)
Monografien
- Der völkische Nationalismus der Republikaner. Ideologie und Programmatik (= DISS-Texte. Nr. 8). Duisburger Institut für Sprach- und Sozialforschung, Duisburg 1989.
- "Frieden oder, Rettet Israel?" Die linken Kritiker der Friedensbewegung und ihr Beitrag zur neuen deutschen Normalität. [Ein kritischer Rückblick auf die Golfkriegsdebatte] (= DISS-Texte. Nr. 24). Duisburger Institut für Sprach- und Sozialforschung, Duisburg 1992, ISBN 3-927388-28-9.
- mit Siegfried Jäger, Dirk Kretschmer, Gabriele Cleve, Birgit Griese, Margret Jäger, Coerw Krüger, Frank Wichert: Der Spuk ist nicht vorbei. Völkisch-nationalistische Ideologeme im öffentlichen Diskurs der Gegenwart. Duisburger Institut für Sprach- und Sozialforschung, Duisburg 1998, ISBN 3-927388-63-7.
- mit Martin Dietzsch, Alfred Schobert: Jugend im Visier. Geschichte, Umfeld und Ausstrahlung der "Unabhängigen Nachrichten". Duisburger Institut für Sprach- und Sozialforschung, Duisburg 2002, ISBN 3-927388-82-3.
- mit Martin Dietzsch, Siegfried Jäger, Alfred Schobert: Nation statt Demokratie: Sein und Design der "Jungen Freiheit" (= Edition DISS. Bd. 4). 2. unveränderte Auflage, Unrast Verlag, Münster 2004, ISBN 3-89771-733-6. (1. Auflage 2003)

Sammelbände
- (Hrsg.): Das Plagiat. Der völkische Nationalismus der jungen Freiheit. Duisburger Institut für Sprach- und Sozialforschung, Duisburg 1994, ISBN 978-3-927388-44-4.
- mit Siegfried Jäger, Andreas Disselnkötter, Susanne Slobodzian (Hrsg.): Evidenzen im Fluß. Demokratieverluste in Deutschland. Modell D – Geschlechter – Rassismus – PC. Duisburger Institut für Sprach- und Sozialforschung, Duisburg 1997, ISBN 3-927388-60-2.
- mit Annelie Buntenbach, Dirk Kretschmer (Hrsg.): Ruck-wärts in die Zukunft. Zur Ideologie des Neokonservatismus. Duisburger Institut für Sprach- und Sozialforschung, Duisburg 1998, ISBN 3-927388-64-5.
- mit Heiko Kauffmann, Jobst Paul (Hrsg.): Völkische Bande. Dekadenz und Wiedergeburt. Analysen rechter Ideologie (= Edition DISS. Bd. 8). Unrast Verlag, Münster 2005, ISBN 3-89771-737-9.
- mit Regina Wamper, Martin Dietzsch (Hrsg.): Rechte Diskurspiraterien. Strategien der Aneignung linker Codes, Symbole und Aktionsformen (= Edition DISS. Bd. 28). Unrast Verlag, Münster 2010, ISBN 978-3-89771-757-2.
- (Hrsg.): Die “Deutsche Stimme” der “Jungen Freiheit”. Lesarten des völkischen Nationalismus in zentralen Publikationen der extremen Rechten (= Edition DISS. Bd. 23). Unrast Verlag, Münster 2013, ISBN 978-3-89771-752-7.
- mit Jobst Paul (Hrsg.): Der Kampf um Räume. Neoliberale und extrem rechte Konzepte von Hegemonie und Expansion. Unrast Verlag, Münster 2013, ISBN 978-3-89771-763-3.
- mit Wolfgang Kastrup (Hrsg.): Kapitalismus und / oder Demokratie? Beiträge zur Kritik „marktkonformer“ Demokratieverhältnisse (= Edition DISS. Bd. 36). Unrast Verlag, Münster 2014, ISBN 978-3-89771-765-7
- mit Wolfgang Kastrup (Hrsg.): Der Krieg in der Ukraine: Weltordnungskrieg und "Zeitenwende"  (= Edition DISS. Bd. 52). Unrast Verlag, Münster 2023, ISBN 978-3-89771-780-0.

Beiträge
- Die programmierte Schule. Zur Kritik der Technologisierung der Schule. In: Margret Jäger, Siegfried Jäger, Dieter Kantel: „Da wird der Geist Euch wohl dressiert…“. Computer in Schule und Betrieb. Verlag Die Schulpraxis, Mühlheim 1985, ISBN 3-924884-36-6, S. 115–197.
- mit Birgit Rother: Wanderer im Nebelfeld – der „Dritte Weg“ der Neuen Zeit. In: Siegfried Jäger (Hrsg.): Rechtsdruck. Die Presse der Neuen Rechten (= Dietz-Taschenbuch. 24). Dietz-Verlag, Berlin u. a. 1988, ISBN 3-8012-3024-4, S. 119–145.
- „Unser Programm heißt Deutschland“. Der Beitrag der REPublikaner zur Renaissance völkischen Denkens in Deutschland. In: Christoph Butterwegge, Siegfried Jäger (Hrsg.): Rassismus in Europa. Bund-Verlag, Köln 1992, ISBN 3-7663-2379-2, S. 86–104. (2. Auflage 1993)
- Öffnung nach rechts. Wolfgang Schäubles Beitrag zur Strukturierung des neokonservativen Diskurses. In: Margret Jäger, Siegfried Jäger (Hrsg.): Baustellen. Beiträge zur Diskursgeschichte deutscher Gegenwart. Duisburger Institut für Sprach- und Sozialforschung, Duisburg 1996, ISBN 3-927388-56-4, S. 91–106.
- Verschiebungen im neokonservativen Diskurs. Anmerkungen zu Wolfgang Schäubles „Und der Zukunft zugewandt“. In: Gabi Cleve, Ina Ruth, Ernst Schulte-Holtey, Frank Wichert (Hrsg.): Wissenschaft Macht Politik. Interventionen in aktuelle gesellschaftliche Diskurse. Siegfried Jäger zum 60. Geburtstag. Verlag Westfälisches Dampfboot, Münster 1997, ISBN 3-89691-406-5, S. 341–357.
- Das Doppelspiel der Jungen Freiheit am Beispiel der Hohmann-Affäre. In: Stephan Braun, Daniel Hörsch (Hrsg.): Rechte Netzwerke – eine Gefahr. VS Verlag für Sozialwissenschaften, Wiesbaden 2004, ISBN 3-8100-4153-X, S. 79–94.
- Kurzchronologie der „Jungen Freiheit“ 1986 bis 2006 und Volk, Staat und Nation. Konturen des völkischen Nationalismus in der „Jungen Freiheit“. In: Stephan Braun, Ute Vogt (Hrsg.): Die Wochenzeitung „Junge Freiheit“. Kritische Analysen zu Programmatik, Inhalten, Autoren und Kunden. VS Verlag für Sozialwissenschaften, Wiesbaden 2007, ISBN 978-3-531-15421-3, S. 43–56 und 117–145.
- Bildet der völkische Nationalismus das Fundament der NPD?. In: Fabian Virchow, Christian Dornbusch (Hrsg.): 88 Fragen und Antworten zur NPD. Weltanschauung, Strategie und Auftreten einer Rechtspartei – und was Demokraten dagegen tun können. Wochenschau Verlag, Schwalbach 2008, ISBN 978-3-89974-365-4, S. 53–56.
- Widerstand und Provokation. Strategische Optionen im Umkreis des „Instituts für Staatspolitik“. In: Stephan Braun, Alexander Geisler, Martin Gerster (Hrsg.): Strategien der extremen Rechten. Hintergründe-Analysen-Antworten. VS Verlag für Sozialwissenschaften, Wiesbaden 2009, ISBN 978-3-531-15911-9, S. 259–289.
- Die jungkonservative Neue Rechte im ‚Vorbürgerkrieg’. In: Regina Wamper, Ekaterina Jadtschenko, Marc Jacobsen (Hrsg.): „Das hat doch nichts mit uns zu tun.“ Die Anschläge in Norwegen in deutschsprachigen Medien (= Edition DISS. Bd. 30). Unrast Verlag, Münster 2011, ISBN 978-3-89771-759-6, S. 106–118.
- Auf dem Weg zum Bürgerkrieg? Jungkonservative Medien nach den Anschlägen in Norwegen. In: Peter Bathke, Anke Hoffstadt (Hrsg.): Die neuen Rechten in Europa. Zwischen Neoliberalismus und Rassismus. PapyRossa Verlag, Köln 2013, ISBN 978-3-89438-507-1, S. 237–254.
- Das Institut für Staatspolitik und das jungkonservative Hegemonieprojekt. In: Stephan Braun, Alexander Geisler, Martin Gerster (Hrsg.): Strategien der extremen Rechten: Hintergründe – Analysen – Antworten. 2. aktualisierte und erweiterte Auflage, Springer Fachmedien, Wiesbaden 2015, ISBN 978-3-658-01983-9, S. 439 ff.
- Umvolkung und Vorbürgerkrieg. In: Bente Gießelmann, Robin Heun, Benjamin Kerst, Lenard Suermann, Fabian Virchow (Hrsg.): Handwörterbuch rechtsextremer Kampfbegriffe. Wochenschau Verlag, Schwalbach 2015, ISBN 978-3-7344-0155-8, S. 282–297 und S. 326–339.